# Карл Рінґвольд
Карл Рінґвольд (норв. Carl Ringvold, 3 квітня 1876 — 22 лютого 1960) — норвезький яхтсмен.
Олімпійський чемпіон 1920 року в класі 8 метрів (за правилами 1907 року), 1924 року в класі 8 метрів.